# Friedrich Hauff
Friedrich Wilhelm Albert Hauff (* 22. November 1863 in Reutlingen; † 17. April 1935 in Stuttgart) war ein deutscher Chemiker und Industrieller.

## Leben
Friedrich Hauff war ein Sohn des Industriellen Julius Hauff (1835–1899) und dessen Frau Anna (1837–1898). Er studierte ab 1882 zunächst Chemie und Ingenieurwissenschaften am Polytechnikum Stuttgart, wechselte dann aber nach Würzburg, wo er 1888 bei Emil Fischer promoviert wurde. Im Jahr nach seiner Promotion trat er in das väterliche Unternehmen ein, wo er sich zunächst mit der Herstellung von Salicylsäure und Phenol sowie von Rhodanverbindungen für Färbereien und Kattundruckereien beschäftigte. Zur Erweiterung des Tätigkeitsgebietes des Unternehmens wurde dessen Portfolio durch Hauff um photochemische Produkte ergänzt. Im Jahr 1892 erhielt das Unternehmen Patente auf die Herstellung des photographischen Entwicklers Metol. In der Folgezeit verlagerte Hauff den Unternehmensschwerpunkt in Richtung Herstellung photochemischer Produkte, sodass das Unternehmen führender deutscher Anbieter dieser Produkte wurde. Bis 1929 führte Hauff das Unternehmen, 1931 gab er den Aufsichtsratsvorsitz ab. Im Jahr 1933 würdigte ihn die Technische Hochschule mit dem Grad Doktoringenieur ehrenhalber.
Friedrich Hauff schuf in seinem Unternehmen soziale Einrichtungen. Daneben förderte er zahlreiche technische Projekte und unterstützte die medizinische Forschung, insbesondere die Krebsforschung. Er gehörte dem Verein Deutscher Ingenieure (VDI) und dem Württembergischen Bezirksverein des VDI an.
Friedrich Hauff war seit 1895 mit Maria Regina, Tochter des Naturforschers Richard von König-Warthausen, verheiratet. Das Ehepaar hatte einen Sohn und drei Töchter.